# Oana Ban
Oana Ban född den 11 januari 1986 i Cluj-Napoca, Rumänien, är en rumänsk gymnast.
Hon tog OS-guld i lagmångkampen i samband med de olympiska gymnastiktävlingarna 2004 i Aten.